# Bwamu jezici
Bwamu jezici, podskupina od (4) Sjevernih centralnih gur jezika iz Burkine Faso i Malija u koju pripadaju zajedno s jezicima oti-volta i kurumfe s jezikom koromfé.  
Predstavnici su bomu ili zapadni bwamu ili bobo wule [bmq] iz Malija, ukupno 158.000, od čega 56.000 u Burkino Faso (1991); buamu ili istočni bobo wule [box], 186,000 (2000) u Burkini Faso; láá láá bwamu ili kàdenbà [bwj] 69,200 (2000) u Burkini; cwi [bwy], 24.000 (1999 SIL).

## Vanjske poveznice
- Ethnologue (14th)
- Ethnologue (15th)